# Izvorul râului Nistru
Izvorul râului Nistru este un monument natural de tip hidrologic de importanță locală din regiunea Liov, Ucraina. Este situat în raionul Turka, între satele Rozluci, Șumeaci și Vovce.
Suprafață monumentului constituie 54 de hectare. A fost fondat prin decizia consiliului regional Liov din 9 octombrie 1984 și este administrat de serviciul silvic „Turka” (ocolul silvic „Vovce”).
A fost creat pentru a păstra un șir de plantații de conifere, care fac parte dintr-o pădure cu peisaje pitorești din Carpați, precum și, fiind sursa râului Nistru.